# Šanghajský symfonický orchestr
Šanghajský symfonický orchestr (čínsky 上海交响乐团) je symfonický orchestr v Šanghaji v Číně. Šéfdirigentem je Lung Jü.
Orchestr byl založen v roce 1879, čímž se stal prvním čínským symfonickým hudebním útvarem. Původně byl znám jako Šanghajská veřejná kapela. Ta se v roce 1907 rozšířila na velikost orchestru. V roce 1922 byl přejmenován na Symfonický orchestr Šanghajské městské rady.

## Historie

### 1879
Předchůdce nynějšího orchestru byl založen pod názvem Šanghajská veřejná kapela. Francouzský flétnista Jean Rémusat byl jmenován dirigentem. V té době byl považován za „nejlepšího evropského flétnistu a hlavního flétnového sólistu divadel v Londýně a Paříži“. V publiku byli jen Evropané.

### 1907
Byla stanovena letní a zimní sezóna, hraná hudba se stávala rozmanitější, nicméně v kapele hrálo stále jen 39 muzikantů.

### 1919
Vedení orchestru převzal na dlouhých 23 let italský klavírista Mario Paci. Změnil jej po vzoru orchestrů evropských. Přijímal z Evropy nové italské hudebníky, mezi nimi byl například i hudebník Arrigo Foa, který vystudoval konzervatoř v Miláně. Mezi lety 1919 a 1948 byl orchestr nazýván „největším na východě“.

### 1922
Kapela byla přejmenována na orchestr Šanghajské městské rady. Během vedení orchestru klavíristou Mariem Pacim hrála kapela více druhů hudby a spolupracovala se slavnými muzikanty nejen z Evropy, ale z celého světa.

### 1923
V tomto roce poprvé vystoupili i čínští hudebníci. V roce 1928 bylo dovoleno navštěvovat koncerty i čínskému obyvatelstvu. Později tvořili Číňané 24 % publika.

### 1942
Orchestr byl přejmenován na Šanghajský filharmonický orchestr. V květnu byl na dirigenta jmenován Arrigo Foa.

### 1956
Orchestr byl oficiálně známý pod jménem Šanghajský symfonický orchestr.

### 1984
Dirigent Sie-jang se stal ředitelem orchestru. Pod jeho vedením prošel orchestr velikou přemněnou. Zahájil globální turné, jenž přinasla orchestr na celosvětovou scénu.

### 2014
Orchestr změnil své logo. To pochází ze vztahu mezi hudbou a člověkem. Hlavní část symbolu je kruhová, což představuje šíření zvuku. Kruhy navíc vytváří písmena S, S a O (zkratka z anglického Shanghai Symphony Orchestra)

## Lung Jü
Lung Jü je v současné době dirigentem Šanghajského symfonického orchestru. Ťin-tung Cchaj, který vyučuje na Stanfordově univerzitě, o něm řekl řekl: „Pro rozvoj klasické hudby v Číně udělal hodně. Skutečně ví, jak dát dohromady dobrý orchestr.“ Protože je Lung Jü hlavní osobností v třech nejdůležitějších čínských orchestrech, je také důležitý člověk ve vývoji klasické hudby v Číně. Poté, co studoval v Evropě, se vrátil do Číny s tím, co se naučil. Aby měl vlastní styl, spojil to, co se naučil s čínskou hudbou a tím založil čínskou západní klasickou hudbu.